# Hunzové

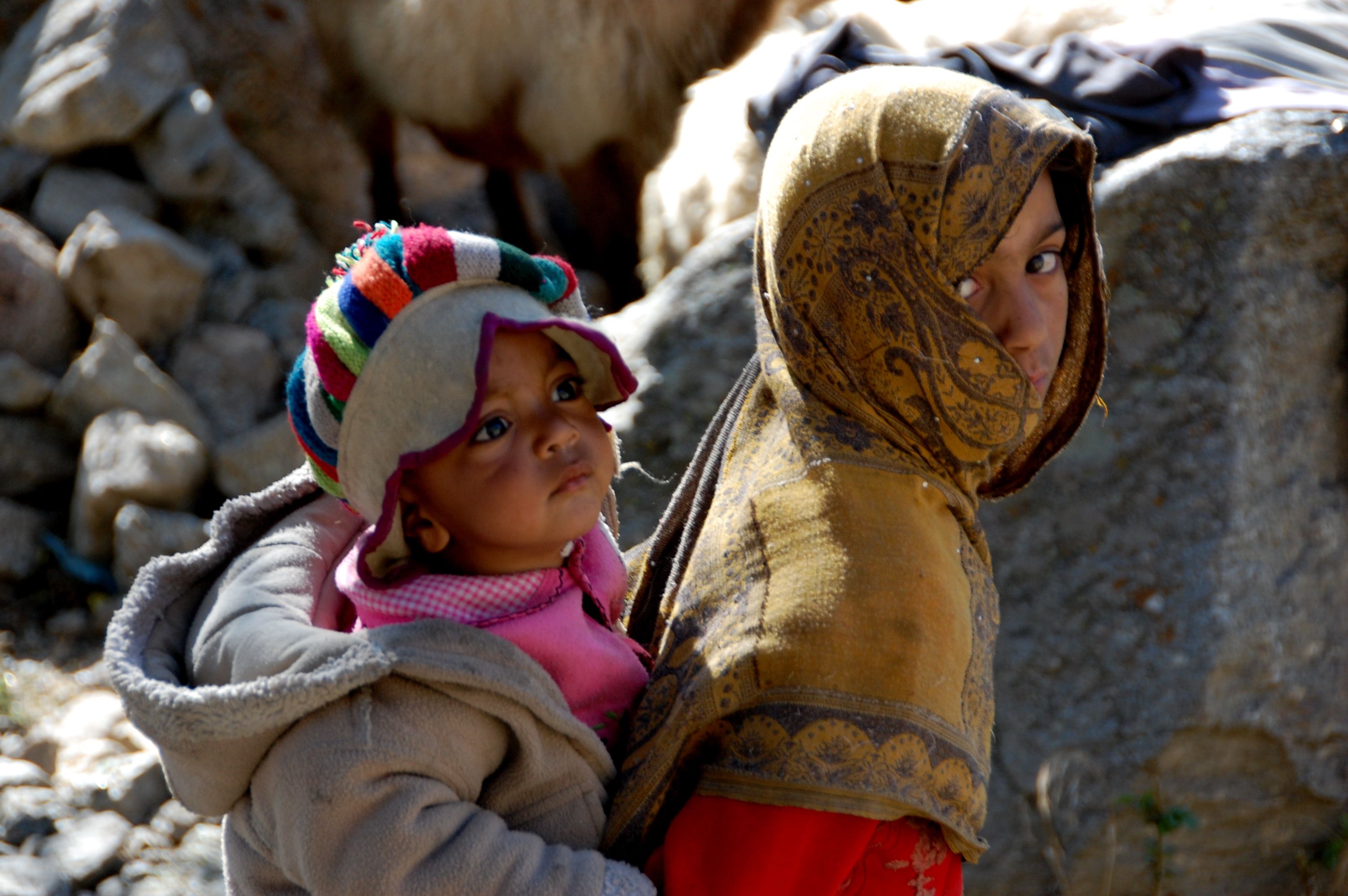
Dívky z údolí Hunza

Hunzové, též Burúšové, jsou etnická skupina obývající údolí Hunza a Nagar, region Čitrál a Gilgit-Baltistán v severním Pákistánu. Jejich jazyk burušaskí je izolovaným jazykem, nemá tedy žádné známé příbuzné. Jejich původ je neznámý, nejpravděpodobnější je hypotéza že byly do svých nynějších sídel vytlačeni Indoárji kolem roku 1 800 př. n. l. z dnešního jižního Pákistánu.
O Hunzech se často uvádí že se v minulosti dožívali sto šedesát a více let a že u nich nejsou nijak neobvyklí vitální jedinci ve věku kolem sta let. Podle těchto tvrzení jsou to silní a odolní lidé, kteří byli donedávna téměř výluční vegetariáni a maso jedli jen několikrát za rok, asi především z důvodu absolutního využití surovin (např. dobytek, který již nedával mléko). V posledních letech však začali Hunzové vymírat a objevují se u nich čím dál častěji civilizační nemoci typu zácpy, cévních chorob apod., zřejmě v důsledku pronikání kulturních vlivů z vyspělých zemí (zejm. prostřednictvím turistů). Před několika lety byli naverbováni do pákistánské armády, tím se k nim dostaly drogy a cigarety. Představa o dlouhověkosti Hunzů může mít kořeny v odlišném způsobu počítání lidského věku, do něhož je započítáván odhad moudrosti dotyčného. Ze studií provedených v 80. letech vyplývá, že se místní muži dožívají v průměru věku 53 let, ženy pak 52 let. Na přelomu XX. století trpělo mnoho místních obyvatel např. malárií, dyzentérií a střevními parazity, v oblasti také panovala extrémně vysoká úmrtnost novorozenců – reportér New York Times zaznamenal případ matky, které zemřelo 13 z 16 dětí.